# (8270) Winslow
(8270) Winslow (1989 JF) – planetoida z grupy pasa głównego asteroid okrążająca Słońce w ciągu 3,22 lat w średniej odległości 2,18 au. Odkryta 2 maja 1989 roku.